# Wadena megye
Wadena megye az Amerikai Egyesült Államokban, azon belül Minnesota államban található. Megyeszékhelye és legnagyobb városa Wadena. Lakosainak száma 14 065 fő (2020. április 1.). Wadena megye Hubbard, Todd, Cass, Otter Tail és Becker megyékkel határos.

## Népesség
A megye népességének változása:
| Lakosok száma | 13 835 | 13 707 | 13 690 | 13 804 | 13 875 | 14 065 |
|               | 2010   | 2011   | 2012   | 2013   | 2015   | 2020   |